# Annemarie Jacob
Annemarie Jacob, geborene Annemarie Klemm (* 22. Januar 1891 in Leipzig; † 22. Mai 1990 in Frankfurt am Main) war eine deutsche expressionistische Malerin, Mitglied des Leipziger Kunstvereins und Mitbegründerin der Vereinigung für Neue Kunst in Leipzig.

## Leben
Annemarie Pauline Frida Helene Jacob, geborene Klemm, war das dritte Kind des Buchhändlers Rudolf Klemm (1853–1908) und dessen Ehefrau Helene, geb. Scharff (1855–1917). Ihre beiden älteren Brüder waren der Psychologe Otto Klemm und der Lyriker und Verleger Wilhelm Klemm. Die aus dem Bürgertum stammende Familie war kunst-, musik- und sportliebend. So sang die junge Annemarie als Gast im Bach-Chor unter Karl Straube, gründete um 1910 im Leipziger Sport-Club LSC eine Feldhockeymannschaft und unternahm Bergtouren mit ihrem Bruder Otto.
Ihr Wunsch Kunstgeschichte zu studieren ging zunächst wegen des Todes ihres Vaters nicht in Erfüllung. Das änderte sich als sie 1911 den wohlhabenden Straßenbauingenieur Victor Jacob (1888–1968) heiratete. Sie nahm privaten Malunterricht bei der damals noch studierenden Trude Zierfuß, besuchte ab 1913 Kurse an der Königlichen Akademie für graphische Künste und Buchgewerbe Leipzig, lernte Holzschnitt bei Otto Richard Bossert und war Gasthörerin am Kunsthistorischen Institut der Universität Leipzig. Die Geburt ihrer Kinder Gerda (1914–1993), Achim (1916–1946) und Dieter (1918–1946) beendeten die Studien.
1913 war sie auf dem Ersten Deutscher Herbstsalon in Berlin erstmals mit dem Expressionismus in Berührung gekommen und sich danach so begeistert, dass sie 1918 zusammen mit ihrer Schwägerin, der Lyrikerin Erna Klemm, die Vereinigung für Neue Kunst, welche die Förderung expressionistische Kunst zum Ziel hatte, gründete. Neben Ausstellungen fanden Kunstabende in der Alten Börse statt, bei denen unter anderem Else Lasker-Schüler und Theodor Däubler auftraten.
Für Jacob begann die Ausstellungsbeteiligung 1917 mit Holzschnitten im Leipziger Kunstverein, dem sie angehörte. 1918 und 1919 war sie auf Ausstellungen expressionistischer Kunst vertreten. Obwohl ihr Schaffen intensiv weiterging und zahlreiche Werke auf Reisen zurückgingen, die sie unter anderen in das Tessin, die Dolomiten, nach Holland, Italien, London und New York führten, war ihre möglicherweise letzte Ausstellungsbeteiligung schon 1930.
Nachdem sie Anfang der 1920er Jahre erstmals St. Anton am Arlberg besucht und später die Familie fast jeden Winter hier verbracht hatte, siedelte sie mit ihrem Ehemann nach der Zerstörung ihres Leipziger Heimes hierher über. Nach dessen Tod 1968 zog sie zu ihrer Tochter Gerda Klar nach Frankfurt am Main, wo sie acht Monate vor ihrem hundertsten Geburtstag starb. Ihre Grabstätte befindet sich auf dem Friedhof in St. Anton.

## Werk und Bedeutung
Annemarie Jacob war eine vielseitige Künstlerin. Ihr Hauptbetätigungsfeld war die Malerei. Erhalten haben sich im Nachlass etwa 500 Werke, darunter 350 Aquarelle und einige Gemälde aus ihrer wohl besten Zeit von 1916 bis 1933. Bedeutehd sind ihre Beiträge zur Förderung des Expressionismus in Leipzig. Sie arbeitete auch als Grafikerin und Keramikerin, und sie verfasste Lyrik, die 1981 in einen Gedichtband erschien.
Nach Jahren des Vergessens wird ihr Werk heutzutage wiederentdeckt und erhält verstärkt Beachtung. In den letzten Jahren fanden diverse Ausstellungen ihrer Arbeiten statt, so vom 16. Mai bis 21. Juni 2002 in der Kuppelhalle der Dresdner Bank Leipzig und vom 24. Januar bis 4. April 2010 in einer Gruppenausstellung im Museum der bildenden Künste Leipzig.